# Myrmicinae
Le Mirmicine (Myrmicinae Lepeletier, 1835) sono la sottofamiglia più numerosa della famiglia Formicidae.

## Descrizione
Le Mirmicine sono caratterizzate dalla presenza di un peziolo composto da due articoli nodiformi fra l'addome ed il torace e dalla presenza del pungiglione. Il torace, corto ed irregolare, presenta in alcune specie spine sull'epinoto, mentre l'addome, di dimensioni ridotte rispetto al resto del corpo, ha una forma ovale.

## Tassonomia
La sottofamiglia comprende i seguenti generi:
- Acanthognathus Mayr, 1887
- Acanthomyrmex Emery, 1893
- Acromyrmex Mayr, 1865
- Adelomyrmex Emery, 1897
- Adlerzia Forel, 1902
- Afromyrma Dlussky et al., 2004 †
- Agastomyrma Dlussky et al., 2015 †
- Allomerus Mayr, 1878
- Ancyridris Wheeler, 1935
- Anillomyrma Emery, 1913
- Aphaenogaster Mayr, 1853
- Apterostigma Mayr, 1865
- Aretidris General, 2015
- Atopomyrmex André, 1889
- Atta Fabricius, 1804
- Attaichnus Laza, 1982 †
- Austromorium Shattuck, 2009
- Baracidris Bolton, 1981
- Bariamyrma Lattke, 1990
- Basiceros W.A. Schulz, 1906
- Biamomyrma Dlussky et al., 2015 †
- Bilobomyrma Radchenko & Dlussky, 2013 †
- Blepharidatta Wheeler, 1915
- Boltonidris Radchenko & Dlussky, 2012 †
- Bondroitia Forel, 1911
- Brachytarsites Hong, 2002 †
- Calyptomyrmex Emery, 1887
- Cardiocondyla Emery, 1869
- Carebara Westwood, 1840
- Cataulacus F. Smith, 1853
- Cephalomyrmex Carpenter, 1930 †
- Cephalotes Latreille, 1802
- Chimaeridris Wilson, 1989
- Clavipetiola Hong, 2002 †
- Colobostruma Wheeler, 1927
- Crematogaster Lund, 1831
- Cryptomyrmex Fernández, 2004
- Cyatta Sosa-Calvo et al., 2013
- Cyphoidris Fernández, 2004
- Cyphomyrmex Mayr, 1862
- Dacatria Rigato, 1994
- Dacetinops Brown & Wilson, 1957
- Daceton Perty, 1833
- Diaphoromyrma Fernández et al., 2009
- Dicroaspis Emery, 1908
- Dilobocondyla Santschi, 1910
- Diplomorium Mayr, 1901
- Dolopomyrmex Cover & Deyrup, 2007
- Electromyrmex Wheeler, 1910 †
- Enneamerus Mayr, 1868 †
- Eocenidris Wilson, 1985 †
- Eocenomyrma Dlussky & Radchenko, 2006 †
- Eomyrmex Hong, 1974 †
- Epelysidris Bolton, 1987
- Epopostruma Forel, 1895
- Erromyrma Bolton & Fisher, 2016
- Eurhopalothrix Brown & Kempf, 1961
- Eutetramorium Emery, 1899
- Fallomyrma Dlussky & Radchenko, 2006 †
- Formicoxenus Mayr, 1855
- Formosimyrma Terayama, 2009
- Fushunomyrmex Hong, 2002 †
- Gaoligongidris Xu, 2012
- Gauromyrmex Menozzi, 1933
- Goniomma Emery, 1895
- Harpagoxenus Forel, 1893
- Huberia Forel, 1890
- Hylomyrma Forel, 1912
- Hypopomyrmex Emery, 1891
- Ilemomyrmex Wilson, 1985 †
- Indomyrma Brown, 1986
- Ishakidris Bolton, 1984
- Kalathomyrmex Klingenberg & Brandão, 2009
- Kartidris Bolton, 1991
- Kempfidris Fernández et al., 2014
- Lachnomyrmex Wheeler, 1910
- Lasiomyrma Terayama & Yamane, 2000
- Lenomyrmex Fernández & Palacio, 1999
- Leptothorax Mayr, 1855
- Liomyrmex Mayr, 1865
- Lonchomyrmex Mayr, 1867 †
- Lophomyrmex Emery, 1892
- Lordomyrma Emery, 1897
- Malagidris Bolton & Fisher, 2014
- Manica Jurine, 1807
- Mayriella Forel, 1902
- Megalomyrmex Forel, 1885
- Melissotarsus Emery, 1877
- Meranoplus F. Smith, 1853
- Mesostruma Brown, 1948
- Messor Forel, 1890
- Metapone Forel, 1911
- Microdaceton Santschi, 1913
- Miosolenopsis Zhang, 1989 †
- Monomorium Mayr, 1855
- Mycetagroicus Brandão & Mayhé-Nunes, 2001
- Mycetarotes Emery, 1913
- Mycetophylax Emery, 1913
- Mycetosoritis Wheeler, 1907
- Mycocepurus Forel, 1893
- Myrmecina Curtis, 1829
- Myrmecites Dlussky & Rasnitsyn, 2003 †
- Myrmica Latreille, 1804
- Myrmicaria W.W. Saunders, 1842
- Myrmicocrypta F. Smith, 1860
- Nesomyrmex Wheeler, 1910
- Novomessor Emery, 1915
- Ochetomyrmex Mayr, 1878
- Octostruma Forel, 1912
- Ocymyrmex Emery, 1886
- Orbigastrula Hong, 2002 †
- Orectognathus F. Smith, 1853
- Oxyepoecus Santschi, 1926
- Oxyidris Wilson, 1985 †
- Oxyopomyrmex Andrè, 1881
- Parameranoplus Wheeler, 1915 †
- Paramycetophylax Kusnezov, 1956
- Paraphaenogaster Dlussky, 1981 †
- Paratopula Wheeler, 1919
- Patagonomyrmex Johnson & Moreau, 2016
- Perissomyrmex M.R. Smith, 1947
- Peronomyrmex Viehmeyer, 1922
- Phalacromyrmex Kempf, 1960
- Pheidole Westwood, 1839
- Pilotrochus Brown, 1978
- Plesiomyrmex Dlussky & Radchenko, 2009 †
- Podomyrma F. Smith, 1859
- Poecilomyrma Mann, 1921
- Pogonomyrmex Mayr, 1868
- Pristomyrmex Mayr, 1866
- Proatta Forel, 1912
- Procryptocerus Emery, 1887
- Proleptothorax Radchenko et al., 2018 †
- Propodilobus Branstetter, 2009
- Protalaridris Brown, 1980
- Protomyrmica Dlussky & Radchenko, 2009 †
- Pseudoatta Gallardo, 1916
- Quadrulicapito Hong, 2002 †
- Quineangulicapito Hong, 2002 †
- Recurvidris Bolton, 1992
- Rhopalomastix Forel, 1900
- Rhopalothrix Mayr, 1870
- Rhoptromyrmex Mayr, 1901
- Rogeria Emery, 1894
- Romblonella Wheeler, 1935
- Rostromyrmex Rosciszewski, 1994
- Rotastruma Bolton, 1991
- Royidris Bolton & Fisher, 2014
- Secostruma Bolton, 1988
- Sericomyrmex Mayr, 1865
- Sinomyrmex Hong, 2002 †
- Solenopsis Westwood, 1840
- Solenopsites Dlussky & Rasnitsyn, 2003 †
- Sphaerogasterites Hong, 2002 †
- Stegomyrmex Emery, 1912
- Stenamma Westwood, 1839
- Stereomyrmex Emery, 1901
- Stigmomyrmex Mayr, 1868 †
- Stiphromyrmex Wheeler, 1915 †
- Strongylognathus Mayr, 1853
- Strumigenys F. Smith, 1860
- Syllophopsis Santschi, 1915
- Talaridris Weber, 1941
- Temnothorax Mayr, 1861
- Terataner Emery, 1912
- Tetheamyrma Bolton, 1991
- Tetramorium Mayr, 1855
- Trachymyrmex Forel, 1893
- Tranopelta Mayr, 1866
- Trichomyrmex Mayr, 1865
- Tropidomyrmex Silva, Feitosa, et al., 2009
- Tyrannomyrmex Fernández, 2003
- Veromessor Forel, 1917
- Vitsika Bolton & Fisher, 2014
- Vollenhovia Mayr, 1865
- Vombisidris Bolton, 1991
- Wasmannia Forel, 1893
- Wumyrmex Hong, 2002 †
- Xenomyrmex Forel, 1885
- Xerolitor Sosa-Calvo et al., 2018
- Zhangidris Bolton, 2003 †

### Alcune specie

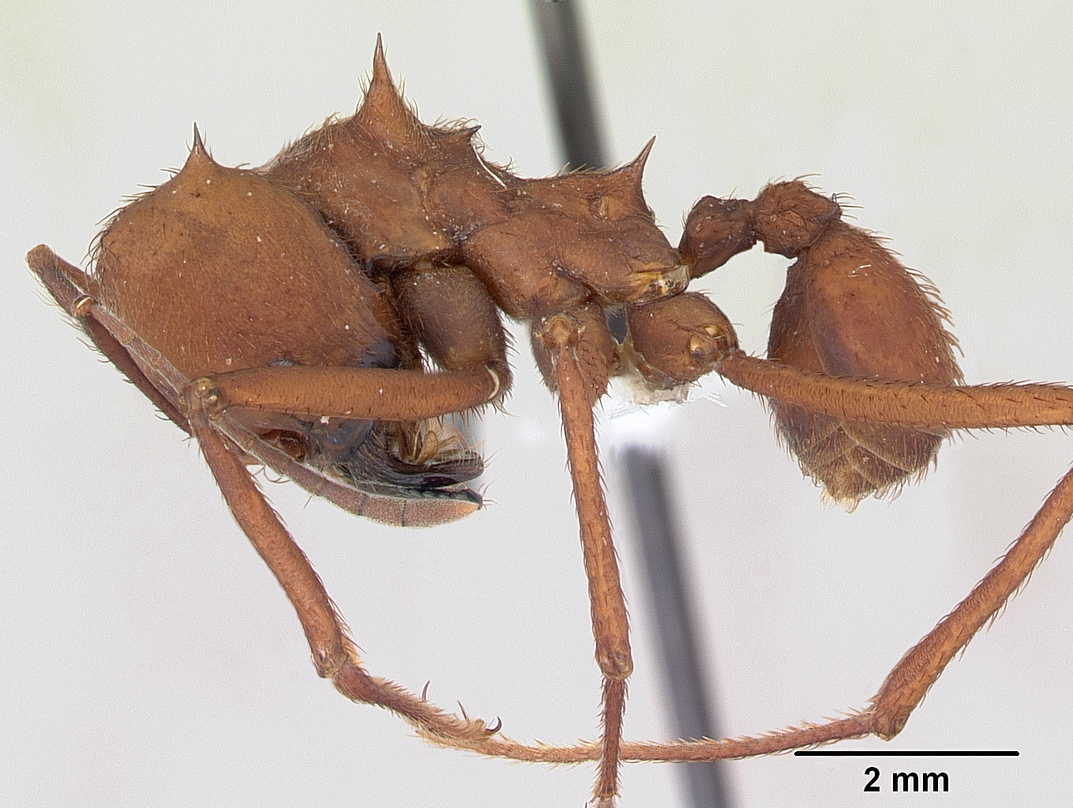
Atta sexdens
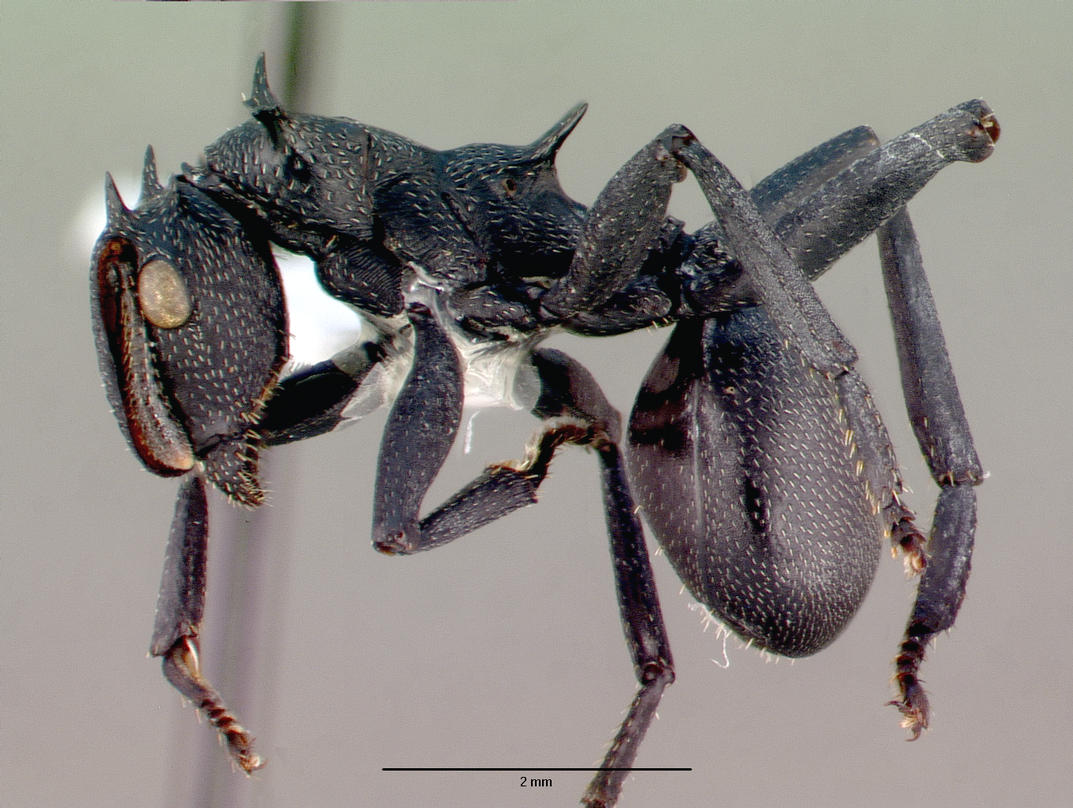
Cephalotes atratus
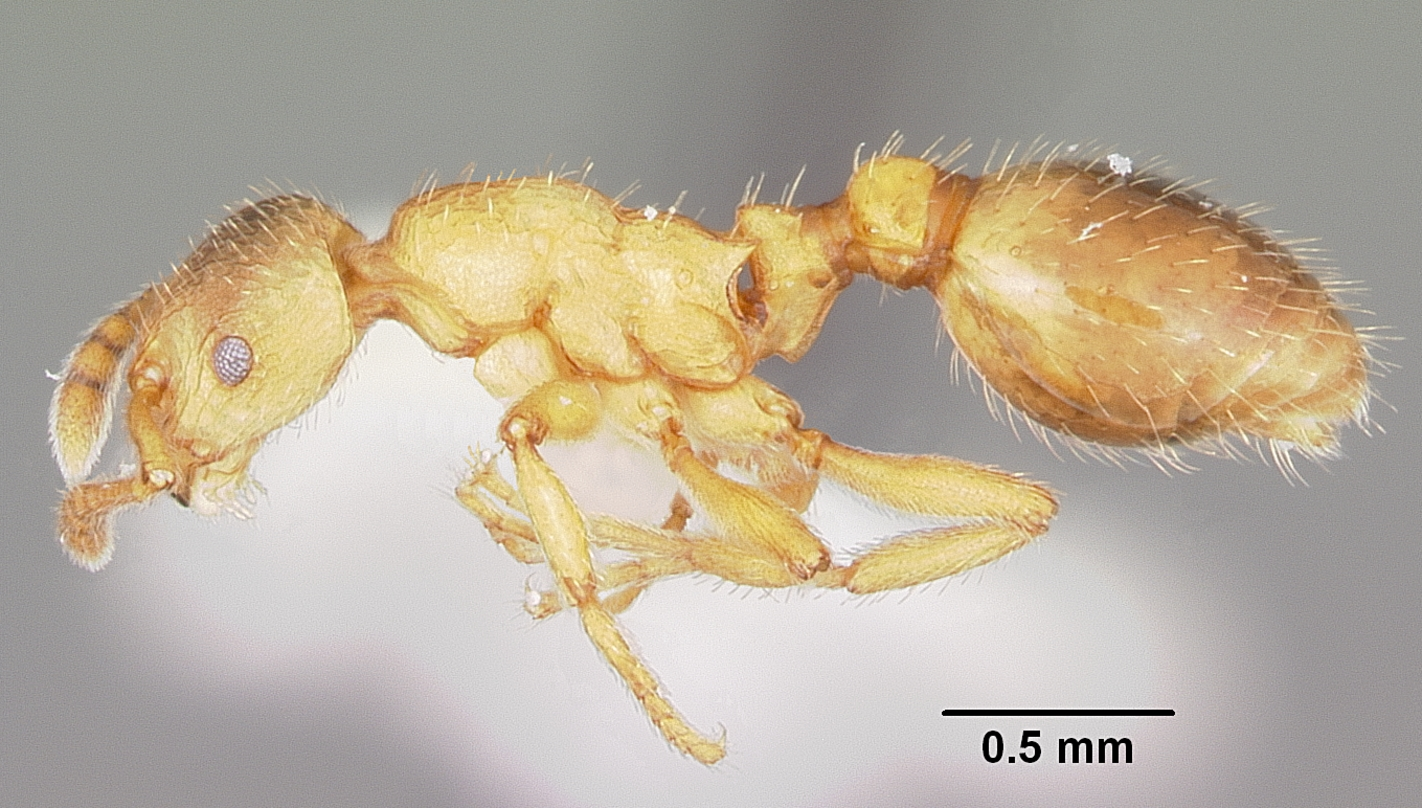
Formicoxenus provancheri
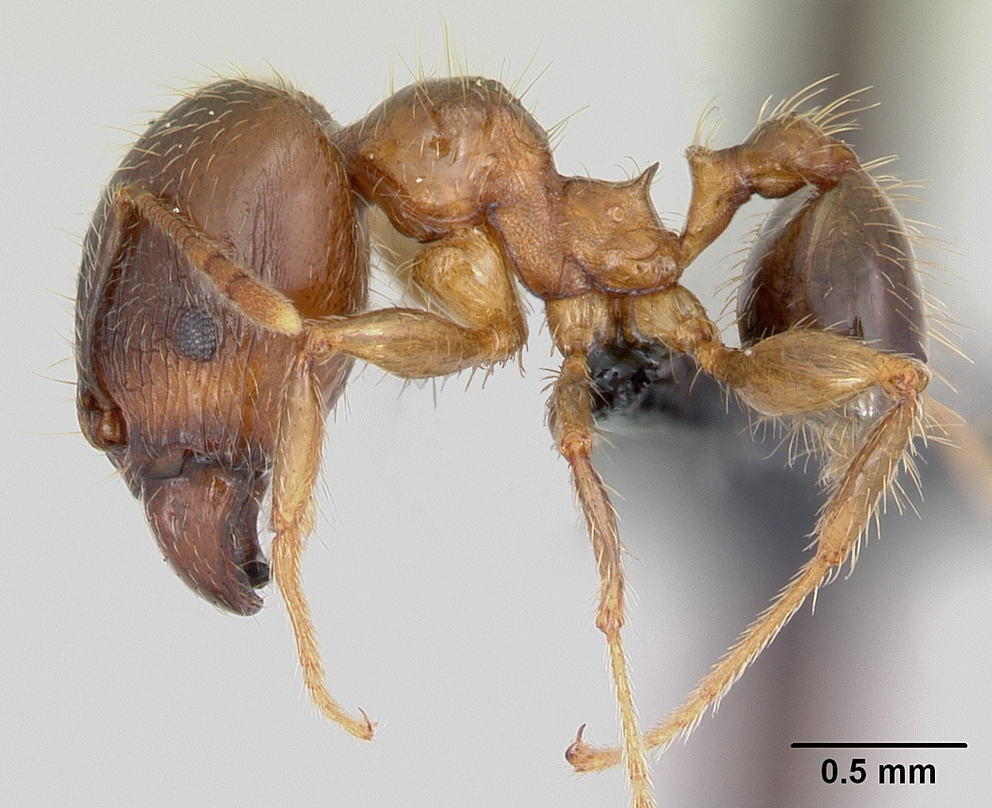
Pheidole megacephala
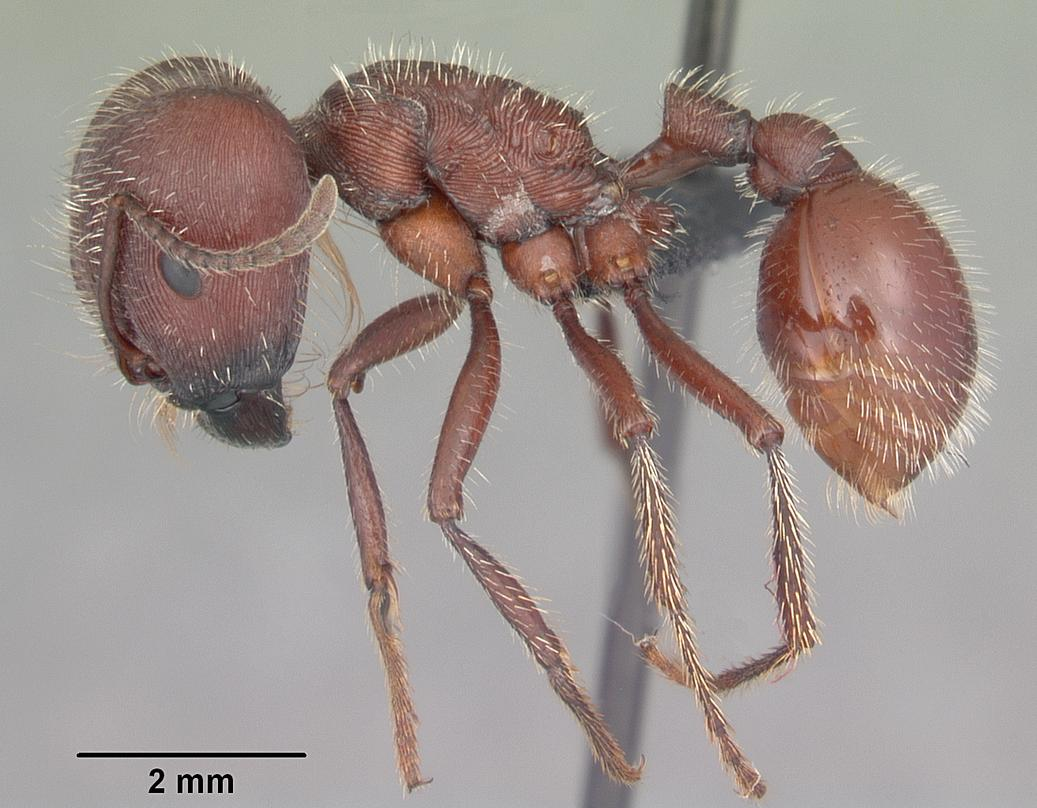
Pogonomyrmex badius
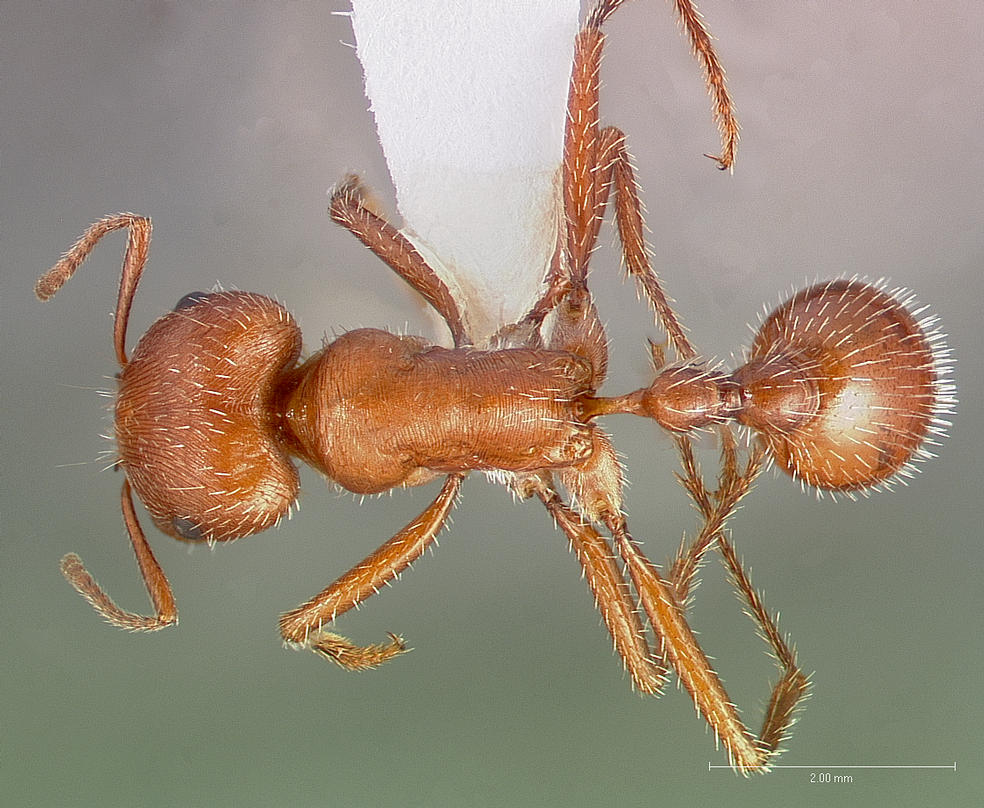
Pogonomyrmex maricopa
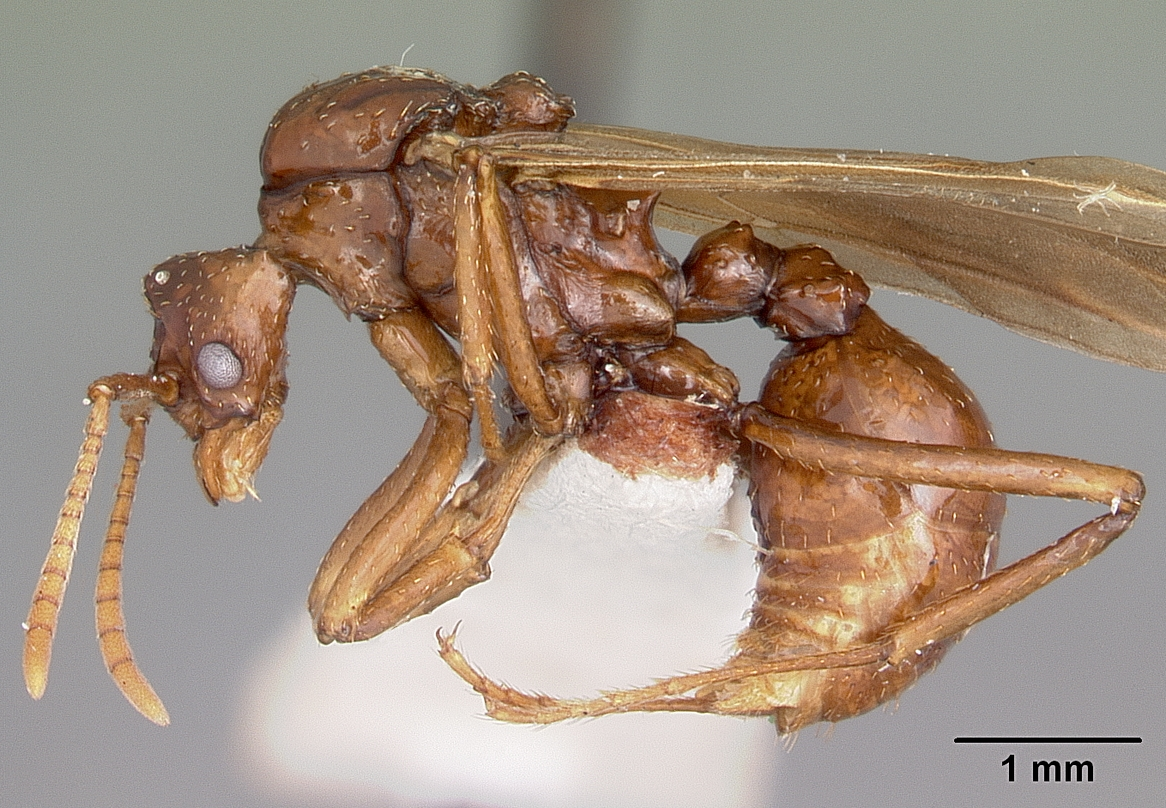
Pseudoatta argentina
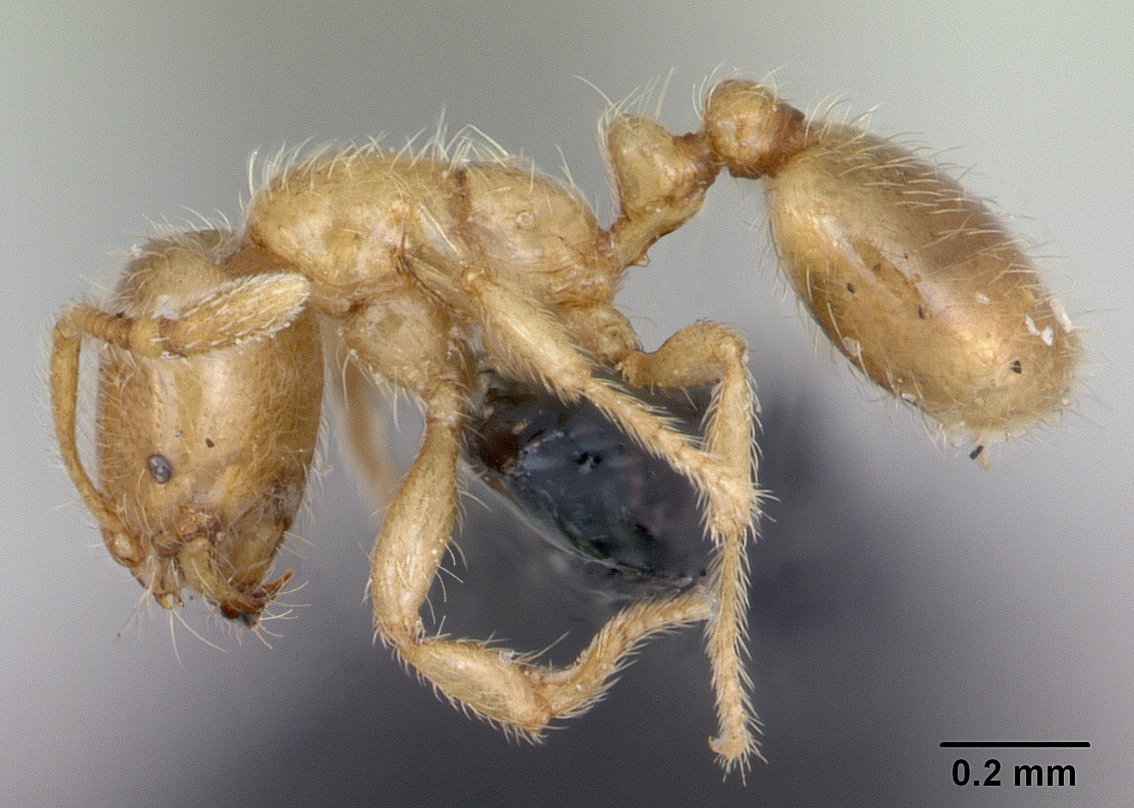
Solenopsis fugax